# 下級生2
『下級生2』（かきゅうせい2）は、エルフより2004年8月27日に発売された、恋愛シミュレーションアダルトゲーム。1996年に同ブランドから発売された前作『下級生』とは、ゲームシステム面での共通点はあるものの、舞台設定・キャラクターなどは一新されている。2004年10月にはTVアニメ化、2006年3月には18禁OVA化された。

## ゲーム版
主人公・織屋浪馬が、1年間を通して、メインヒロイン・柴門たまきを初め多数のヒロイン達と親交を深めていく。
攻略には活動時間と所持金の設定上、一般的な恋愛シミュレーションゲームにある選択肢選びだけではなく、スケジュール管理の巧みさも求められる。単にヒロインと接するのではなく、好感度が一定値から上昇する好感度限界突破イベントを通過しなければ、エンディングには到達できない。好感度が最大であれば、最終日の選択肢でエンディングを迎えるヒロインを選べるようになるので、複数同時攻略も可能である。メインヒロインが主人公以外の男性と関係を持ついわゆる「ネトラレ」展開を含むため購入者の一部からは不評を買い、インターネット上ではゲームディスクを割る者まで出現した。
タイトルこそ『下級生2』となってはいるが、前作の『下級生』同様、ヒロインには下級生ではないキャラクターが多く登場する。音楽面ではオープニング曲が2曲、エンディング曲が各ヒロインに1曲ずつある。

### スタッフ
- キャラクターデザイン・原画：門井亜矢
- シナリオ：モーニング息子 ※当初は、原田宇陀児含め3人が担当する予定だった。
- 音楽：与猶啓至

### キャラクター
ゲーム版と18禁OVA版での声優名は非公表。

#### 主人公
織屋 浪馬（おりや ろうま）
名前はプレイヤーが自由に設定可能。なお、前作の主人公（けんたろう）とは違い、TVアニメ版、18禁OVA版、角川書店の漫画版およびソフトガレージの小説版もゲーム版と同じ名前（織屋浪馬）である。
頼津学園3年A組。キックボクシング同好会の選手だが、練習嫌い。破天荒な行動が目立ち、学園の問題児と見なされている。
両親は海外出張中のため、叔父の会社「ビッグボデー」の旧社宅の一室を借りて一人暮らししながら、ゴールデンウィークや長期休暇中はそこでアルバイトに精を出している。
破天荒さについてはTVアニメ版ではゲーム版より若干抑え気味だが、18禁OVA版ではゲーム版準拠。また、顔立ちもTVアニメ版よりは若干イケメン風に設定されている。
ソフトガレージの小説版（七瀬編）では、若井みさきから「お調子者に見えて、根は純粋でマジメな子」と評されている。

#### ヒロイン
柴門 たまき（さいもん たまき）
身長：162cm / スリーサイズ：B84（C）/W59/H80（cm） / 血液型：B / 誕生日：3月3日 / イメージソング：「夏」
本作のメインヒロイン。頼津学園3年A組。浪馬の幼馴染。型破りな浪馬のお目付け役でもある。明るい性格の持ち主。世話好きで、クラス委員長と浪馬の所属するキックボクシング同好会のマネージャーも務めている。浪馬には「タマ」と呼ばれる。
時折、浪馬に差し入れを持ってきたり、ご飯を作りに来る。自宅の風呂を貸すこともある。バレンタインデーにはクラスの男子に義理チョコを配っている(通称「人道支援チョコ」)。女の子に愛の告白をされた経験あり。家族は両親と弟・吾郎。ビリヤード屋でアルバイト中。
ゲーム版では、開始時点で既に浪馬以外の男性と肉体関係を持っている。TVアニメ版ではこの設定は明示されなかったが、後の18禁OVA『〜季花詞集（Anthology）〜』版では準じたものになっており、浪馬とは彼氏がいる時からアナルセックスフレンドの関係になっている。『〜Sketchbook〜』版では前の方も処女に設定が変更された。『同級生～Another World～』でも処女という設定。
虎向ひゅうらの漫画版では、浪馬に対してハリセンチョップや蹴りを食らわせるシーンもある。
両親は、ゲーム本編には登場しないが、後のエルフファンクラブ会報Vol.58のCD-ROMに収録された番外編『アナザーストーリー LOVERS』中に登場する。
高遠 七瀬（たかとお ななせ）
身長：165cm / スリーサイズ：B86（D）/W55/H80（cm） / 血液型：A / 誕生日：10月18日 / イメージソング：「潮騒」
頼津学園3年C組。正義感が強く、風紀を乱す者には容赦しない学生自治会執行部の副会長。その迫力は、男子生徒でもたじろぐほど。TVアニメ版と『同級生～Another World～』では、バスケットボール部に所属している。ゲーム版では部活動については設定されてはいない。
趣味の紅茶にはかなりのこだわりがあり、執行部内で仲間に振る舞うことも。また、浪馬との交流が深まると、執行部に招き入れ自分の淹れた紅茶の感想を求めるイベントもある。
家族は両親のみで、母親は娘とは違いおっとりとした天然タイプ。母親以外に「ナナちゃん」と呼ばれることを極端に嫌う。父親はゲーム本編には登場しないが、ソフトガレージの小説版でわずかに触れられている。
いつも浪馬を敵視し、注意をしているが全く効果が無く、半ば諦めている。浪馬と接していくうちにそのペースに巻き込まれ、惹かれていくことに。あるイベントで危機に陥ったところを浪馬に助けられ、そこで完全に惚れてしまう。また、酒乱イベントやバレンタインイベントでは、登場時の印象とは違う言動に走るほか、浪馬と心が通じた後は、女の子らしいかわいい表情を見せてくれるようになる。浪馬とのセックスでは、最初はあまりの痛みで意識を失ってしまうが、後には「胸でしてあげると、男の人は喜ぶって本に書いてあったから」と、浪馬のために次第にエッチな女の子へと変わっていく。
サラサラのロングヘアに、ツンデレという要素を併せ持つ。TVアニメ版では出番にあまり恵まれていないが、後の18禁OVA『〜季花詞集（Anthology）〜』版の第二節「ブバルディア〜情熱〜」と『〜Sketchbook〜』版のPage.2「Face」ではメインヒロインとなっている。
白井 夕璃（しらい ゆうり）
身長：150cm / スリーサイズ：B80（B）/W54/H82（cm） / 血液型：O / 誕生日：9月12日 / イメージソング：「天使のメロディー」
頼津学園1年B組。浪馬が部長を務めるキックボクシング同好会の新入部員兼、吹奏楽部員。吹奏楽部ではクラリネットを担当している。
清楚なお嬢様のような雰囲気を持っているが、実はかなり積極的に行動するタイプ。父親の仕事を手伝う意味でも、カラオケなどに女優として出演するアルバイトに励んでいる。TVアニメ版ではその意気込みは相当なものと設定されており、仕事のためであればロケ先でも露出過多な衣装はもちろん、手ブラ姿にまで迷わず挑むほどであった。
夕璃の料理は見た目こそ完璧だが、味は「個性的」、但し浪馬との交流が深まるに連れ、料理の腕前も上達する。携帯電話は何回か失くしたことがあるので、持っていない。また、ゲーム版には浪馬が白井家に電話した時、母親の声の若さに夕璃の姉と勘違いするイベントがある。
平沢 博子（ひらさわ ひろこ）
身長：156cm / スリーサイズ：B81（B）/W55/H82（cm） / 血液型：A /  誕生日：6月25日 / イメージソング：「ココロノカケラ」
頼津学園2年D組。根っからの合理主義者で、研究家。
平沢家はもはや異世界と呼ぶに相応しい奇抜さに富んでおり、祖父のドク（澁澤）と家政婦ロボの亜希子、黒ネコのハルミと暮らしている。両親は既に亡い。黒縁のフルフレームの眼鏡がチャームポイント。浪馬の運動能力の高さに注目し、そのデータを開発中の警護用ロボットへ利用するため、浪馬に協力を依頼する。
最初は無表情かつ無愛想であるが、次第に感情を開花させ、明るく表情の豊かな女の子になっていく。全く泳げない。
浪馬とのセックスでは、巫女装束姿でのセックスや、アナルセックスもある。
TVアニメ版では、身体にある秘密が存在することが明らかとなる。
沢村 香月（さわむら かづき）
身長：147cm / スリーサイズ：B76（A）/W52/H80（cm） / 血液型：A / 誕生日：8月23日 / イメージソング：「Lucky Day」
教育実習生である頼津学園OG。
学生気分が抜け切っておらず、見た目も身長も性格も幼い雰囲気のため、よく中学生に間違われ、補導されかかったことは数知れず。その反動からお姉さんぶりたがり、言動とは裏腹に子供のような行動に走る。浪馬からは「香月ちゃん」と呼ばれ、事ある毎にお子様扱いされている。また、在学時代の制服を着て頼津学園に潜入するイベントがあるが、全く違和感が無くほとんど気付かれない。角川書店版の小説とコミックにも、同様のエピソードがある。
家族は両親と妹・智香。妹は姉よりしっかりしているらしい。また、山盛りのパフェをペロリと平らげてしまうほどの超甘党で、教育実習中にお菓子を生徒と一緒に食べてしまい、晴人から説教されている。
香月の攻略を進めると、前作のメインヒロイン・結城瑞穂と窺える人物が彼女の友人として登場する。
若井 みさき（わかい みさき）
身長：169cm / スリーサイズ：B80（C）/W56/H85（cm） / 血液型：AB / 誕生日：2月22日 / イメージソング：「waver leaf」
頼津学園に今春から新任してきた美術教師兼、美術部の顧問。気風の良さで教師からも生徒からも人望が厚く、頼られている。また、赤毛のウェーブヘアと口元にある小さなほくろが、チャームポイントかつセックスアピール。
学生時代はソフトボール部のエースで4番だった。イベントで野球部のエースからホームランを打ったこともある。
攻略が進むと、学生当時のアルバイトがきっかけでストーカーに付き纏われるようになるが、浪馬とのセックスの際にもアルバイトの影響と思しき大胆なプレイを楽しむようになる。
攻略中には、バグのために他ヒロインの不本意なネタバレが発生することがある。
横溝 ふみ（よこみぞ ふみ）
身長：172cm / スリーサイズ：B90（E）/W58/H87（cm） / 血液型：B / 誕生日：6月17日 / イメージソング：「蜉蝣」
頼津学園の司書。浪馬とは入学時からの知り合いでよく話すが、アプローチは軽くかわす間柄。実家には弟が1人いる。
全ヒロインで最も豊満な身体に清楚な顔立ちに金髪と、大人の大胆な色気を醸し出す要素は一通り持っており、男性にとって理性的とされる女性。しかし、そんな容姿とは裏腹に言葉遣いは男性調。悩んだ時は、屋上で煙草を吸うことがある。読書が趣味。同校教師の晴人に惚れられている一方、両親からはお見合いを勧められている。
浪馬とのセックスにおいても大胆さを遺憾なく発揮するが、それゆえに、自分の立場、特に彼との年齢差に関することに相当悩むことになる。浪馬に本気で好意を抱くようになると、それが顕著となる。
井伏 オキエ（いぶせ オキエ）
身長：153cm / スリーサイズ：B85（C）/W57/H85（cm） / 血液型：O /誕生日：10月24日 / イメージソング：「誰よりもいちばん輝いているあなたへ」
隣町の新頼津町にある、有名女子校である聖メアリミード学院の2年生。明るくて笑顔を絶やさない。2学期開始直後に、ある人物と入れ替わる形で出現。たまたま街角でぶつかったことから浪馬と知り合うが、初対面にもかかわらず彼のことを知っていた。おかっぱ頭が特徴。体を動かすことが趣味。
謎が多く、自宅を教えてくれることは無い。また、浪馬の口から無意識に出た言葉がきっかけで、驚愕の事実が判明する。
なお、TVアニメ版での声優には長崎みなみが予定されていたが、収録直前に長崎が病気で降板せざるを得なくなったため、鳴海エリカが急遽代役として起用されたという経緯がある。
堀出 実果（ほりいで みか）
身長：156cm / スリーサイズ：B79（A）/W55/H83（cm） / 血液型：AB / 誕生日：7月24日 / イメージソング：「鼓動」
ストリートミュージシャン。浪馬より1歳年下。頼津町内のアパート「黒猫荘」で一人暮らしをしており、頼津駅前の広場でよくアコースティックギターを演奏している。気さくで男勝りな性格で、浪馬でさえ振り回す。一人称は「オレ」で、語尾には「ッス」をよく付ける。なお、TVアニメ版ではストリートミュージシャンであると共に、聖メアリミード学院の生徒でもある。
羞恥心がほとんど無く、平気で下ネタを連発したり、河原では平気でトップレスになったりして浪馬を悩ませる。また、貞操観念もやや欠如している面があることから、前作の橘真由美に近いタイプ。
様々なアルバイトで生計を立てている。実は、彼女の正体は、ある学校の生徒である。両親と喧嘩し、あることで悩んでいたが、浪馬の説得と説教により、正体を明かし、学校に戻ることを決断し、解決に向かう。その後、二人きりの時の態度が真摯なものに一変する。
なお、ゲーム本編中では彼女の学校の制服姿は描かれていないが、『下級生2ビジュアルファンブック（エンターブレイン）』の折り込みのイラストに制服姿が描かれている。

#### その他
大山 恵比子（おおやま えいこ）
聖メアリミード学院2年生。いつも笑顔を絶やさず、「うふふー」と特徴のある笑い方をする。たまたま街角でぶつかったことから浪馬と知り合うが、初対面にもかかわらず彼のことを知っていた。おかっぱ頭が特徴。浪馬はあまり気を使わずに付き合えるので（友達として）気に入っている。通称「えびす」。
かなり太目の体型で、そのことで悩んでいた。また、ゲーム中ではデートが可能で、夏休み開始までに一定数のデートを重ねることが、ある人物の出現条件となっている。
砂吹 望（すなふき のぞむ）
浪馬の幼馴染。浪馬とたまきと雨堂とは、幼い頃から一緒に遊んだ仲でもある。ゲーム版では黒髪だが、TVアニメ版では茶髪。
祖父の影響で釣りが大好き。プールで釣り糸を垂らしていたこともあった。また、頼津学園の学生食堂おじさんとは釣り仲間で、熱い釣りトークをしていることもある。
頼津町のことなど、様々な情報に詳しく、浪馬が困っている際には情報提供をしてくれる。
TVアニメ版ではストーリー自体の大幅な設定変更に伴い、たまきに好意を持っているような描写がある。
雨堂 刃（あまどう じん）
浪馬の幼馴染。成績優秀、スポーツ万能で、バスケットボール部のエースである。クラス委員も務めている。それなりにモテるらしく、浪馬とたまきとの関係に関心を抱いている。
幼い頃は病弱だったことで子供達の輪にはいれず孤立していたが、浪馬に誘われたことで運動に参加。以降はバスケをはじめスポーツで頭角を現し、現在に至る。
望と刃は、ゲーム版よりアニメ版の方が活躍の機会が多い。
TVアニメ版ではストーリー自体の大幅な設定に伴い、千穂に好意を持っているような描写がある。
志藤 晴人（しどう せいと）
頼津学園教師。年中ジャージ姿だが、担当は体育ではなく数学。いわゆる熱血教師だが、誠実な人柄から生徒からの人望は厚い。愛犬は「シドくん」。
ふみにベタ惚れだが、なかなか踏み込めないでいる。教育実習に来た香月を説教することもある。TVアニメ版には未登場。18禁OVA版には登場。
おっちゃん
本名不明。浪馬の叔父で、解体業「ビッグボデー」の経営者。見た目は怖いが、豪快な性格。未婚でモテモテらしい。
マップ中でビッグボデーに入ると、アルバイトを持ちかけてくる。中には高額なものもあり、金払いは良い。TVアニメ版や18禁OVA版には未登場。
医大生（いだいせい）
たまきの彼氏。ゲーム版発売当初は本名不明だったが、後のエルフファンクラブ会報Vol.58のCD-ROMに収録された番外編『アナザーストーリー LOVERS』中で名前だけは判明しており、「正臣」（まさおみ）とのこと。名字は不明。
高級車を乗り回す、いわゆるお金持ちの御曹司。当初はたまきと肉体関係を持っていたが、彼女と浪馬の仲が良くなるにつれて2人の関係を疑い始めて態度が冷たくなり、果てには別れることとなる。
『アナザーストーリー LOVERS』では、ゲーム版で髪に隠れていた眼が確認できるようになっており、気障ではあるが、理性的な大人であることがわかる。TVアニメ版や18禁OVA版には未登場だが、存在していたことはたまきの台詞で確認できる。
コアマガジン版の小説では、たまきによって手痛いしっぺ返しを喰らわされることになる。
ドク
本名は澁澤寅彦。博子の祖父。澁澤理化学研究所の所長を務めている科学者で、亜希子の開発者でもある。
人物としては明るい老人であり、孫である博子のことは非常に大事にしている。TVアニメ版や18禁OVA版には未登場。
亜希子（あきこ）
澁澤理化学研究所でドクによって開発されたロボット。やや片言ではあるが普通に会話も可能。家政婦として開発されただけあり、家事は万能。
見た目はロボットだが、外出時は化粧を施すので、博子との買い物時には本物の母子に見える。護身用にビームを発射することがある。TVアニメ版や18禁OVA版には未登場。
ハルミ
澁澤理化学研究所で暮らしている黒猫。人語を解し、何故か人語を喋ることもでき、毒舌を披露する。TVアニメ版にも登場するが、喋らない。
モデルは『美少女戦士セーラームーン』シリーズに登場する黒猫・ルナ。
監督（かんとく）
本名不明。白井夕璃が出演する映像作品の監督。ふとしたことがきっかけで、浪馬を自分の作品に出演させることになる。喋り方はオカマ風で、浪馬に狙いを付けている節がある。女の子も羨むほどの美肌。
TVアニメ版や18禁OVA版にも登場する。

## 下級生2 Another Story
下級生2 Another Story(アナザーストーリー)とは、2004年に発行された《エルフファンクラブ会報》Vol.56～58のCD-ROMに収録された番外編の18禁ミニゲームである。内容は、それぞれ、白井夕璃、高遠七瀬、柴門たまきをヒロインにしたショートストーリーである。
現在はDMMのダウンロード版にて入手可能である。
下級生2 -アイノキセキ-
エルフファンクラブ会報Vol.56に同梱、白井夕璃がヒロイン。
下級生2 -duet-
エルフファンクラブ会報Vol.57に同梱、高遠七瀬がヒロイン。
下級生2 -lovers-
エルフファンクラブ会報Vol.58に同梱、柴門たまきがヒロイン。

## テレビアニメ版
『下級生2〜瞳の中の少女たち〜』のタイトルで、2004年10月7日から12月30日まで放送（日付はtvkの場合で、放送局により異なる）。全13話。
オリジナルキャラクターの岸田シュンが各ヒロインとの架け橋になり、物語の中心となる。
関西では『らいむいろ戦奇譚』でのSoftgarageの不祥事のためネット局はサンテレビとKBS京都ではなくテレビ大阪となっている。

### キャラクター / 担当声優
- 織屋浪馬 - 緑川光
- 柴門たまき - 河原木志穂
- 高遠七瀬 - 中島沙樹
- 白井夕璃 - 猪口有佳
- 平沢博子 - 田中涼子
- 沢村香月 - 及川ひとみ
- 若井みさき - 永島由子
- 横溝ふみ - 西川宏美
- 大山恵比子 - 鳴海エリカ
- 堀出実果 - 大津田裕美
- 砂吹望 - 木村拓
- 雨堂刃 - 金子幸伸

### オリジナルキャラクター
琴野 千穂（ことの ちほ）
声 - 近藤志津香
イメージソング：「きおくのかなた」
柴門たまきの親友で、よく相談を持ちかけられる仲。水泳部に所属。たまきや七瀬に引けを取らない、艶かしいプロポーションがチャームポイント。雨堂のことが気になるようである。
小説版および虎向ひゅうらの漫画版にも登場する。小説版ではたまきと入学早々から意気投合して以来お互い良き親友となる、実家は銭湯を経営している、ブランド物が好きな今時の女のコ、という設定がされている。
門井は千穂について、「お姉さんキャラ」「絵的に七瀬と被ってしまったためボツになった」「結構好きなキャラクターだった。テレビアニメで復活してくれたので嬉しい」とコメントしている。
岸田 シュン（きしだ しゅん）
声 - 池田ひかる
転校生。TVアニメ版でのキーキャラクター。
その言動には謎が多く、各ヒロインのシナリオに何かしらの形で関わっている。またその際、年単位で異なっている時系列にも全て同じ容姿で登場。
高大寺 助清（こうだいじ すけきよ）
声 - 一条和矢
浪馬に果し状を送り、挑戦してくる男。とあることがきっかけで、千穂に一目惚れする。
各種格闘術には長けているものの水が苦手で、全く泳げない。溺れた際、浪馬に人工呼吸（マウス・トゥ・マウス）されてしまう。
当初の触れ込みでは浪馬のライバルという位置付けだったが、本編での扱いは専らギャグ担当のキャラクターとなっていた。

### スタッフ（テレビアニメ）
- 企画 - 本村眞章
- 監督 - 杜野幼青
- 監督助手 - 岩永彰
- シリーズ構成 - 影山楙倫
- キャラクター原案 - 門井亜矢
- キャラクターデザイン - 倉嶋丈康
- 美術監督 - 池田繁美
- 色彩設計 - 北沢希実子
- 撮影監督 - 前田洋志
- 編集 - 田熊純
- 音響監督 - 谷田部勝義
- 音響制作 - シュガーボーイ
- 音響プロデューサー - 金子政路
- 音楽プロデューサー - 西原均
- 音楽ディレクター - 佐藤知之
- サウンド・コーディネーター - 大川正義
- プロデューサー - 村竹保則
- アニメーションプロデューサー - 越中おさむ
- エクゼクティブプロデューサー - 高野秀夫
- アニメーション制作 - アームス
- アニメーション制作協力 - サテライト（2・7・12話）、スタジオガッツ（4・10話）、知遇プロダクション（3・8話）、韓鎮アニメーション（5・9・11話）
- 製作 - ソフトガレージ

### 主題歌
オープニング「18」
作詞 - 菜郡万里亜 / 作曲 - 福笑太郎 / 編曲 - とおる / 歌 - カチューシャ（河原木志穂、中島沙樹、美弥乃静）
エンディング「恋の歌」
作詞・作曲 - 福笑太郎 / 編曲 - きむしん / 歌 - カチューシャ（河原木志穂、中島沙樹、美弥乃静）
※両曲ともシングルとしては発売されず、2枚組のアルバム「ソング・コレクション」に収録された。

### サブタイトル
| 話数     | サブタイトル          | 脚本     | 絵コンテ         | 演出         | 作画監督         |
| -------- | --------------------- | -------- | ---------------- | ------------ | ---------------- |
| 第一章   | …過去からの来訪者…    | 影山楙倫 | 岩永彰           | 岩永彰       | 宮田奈保美       |
| 第二章   | …彷徨える異邦人…      | 影山楙倫 | 保田健司         | 清水一伸     | 松山光治         |
| 第三章   | …すれ違う巡礼者たち…  | 影山楙倫 | Yang Kwang Seock | 剛田隼人     | Yang Kwang Seock |
| 第四章   | …待ち人現れり…        | 影山楙倫 | 赤坂三十朗       | 渡辺純央     | 草刈大介         |
| 第五章   | …旅する流離い人…      | 影山楙倫 | 中山正恵         | 篠崎康行     | 高木信一郎       |
| 第六章   | …迷い人…目覚めの瞬間… | 大石哲也 | 岩永彰           | 岩永彰       | 宮田奈保美       |
| 第七章   | …迷い人…遠い夏の記憶… | 大石哲也 | 保田健司         | 清水一伸     | 松山光治         |
| 第八章   | …生きとし…生ける者…   | 影山楙倫 | 影山楙倫         | 剛田隼人     | Yang Kwang Seock |
| 第九章   | …夏祭り…逸れ人…       | 影山楙倫 | 今千秋           | ふくもとかん | Yang Byung Kil   |
| 第十章   | …去り逝く者の鎮魂歌…  | 大石哲也 | ヤマトナオミチ   | 渡辺純央     | 草刈大介         |
| 第十一章 | …恋と革命の闘士…      | 大石哲也 | 岩永彰           | 岩永彰       | 高木信一郎       |
| 第十二章 | …過ぎ去りし日の旅人…  | 影山楙倫 | 保田健司         | 清水一伸     | 松山光治         |
| 最終章   | …そして…夢追い人…     | 影山楙倫 | 影山楙倫         | 岩永彰       | 宮田奈保美       |

### 放送局
| 放送地域 | 放送局     | 放送期間                 | 放送時間                 | 放送区分     |
| -------- | ---------- | ------------------------ | ------------------------ | ------------ |
| 埼玉県   | テレビ埼玉 | 2004年10月1日 - 12月24日 | 金曜 25時30分 - 26時00分 | 独立UHF系    |
| 青森県   | 青森放送   | 2004年10月4日 - 12月27日 | 月曜 25時50分 - 26時20分 | 日本テレビ系 |
| 愛知県   | テレビ愛知 | 2004年10月4日 - 12月27日 | 月曜 26時28分 - 26時58分 | テレビ東京系 |
| 千葉県   | ちばテレビ | 2004年10月5日 - 12月28日 | 火曜 25時30分 - 26時00分 | 独立UHF系    |
| 神奈川県 | tvk        | 2004年10月7日 - 12月30日 | 木曜 25時05分 - 25時35分 | 独立UHF系    |
| 大阪府   | テレビ大阪 | 2004年10月7日 - 12月30日 | 木曜 27時05分 - 27時35分 | テレビ東京系 |

### DVD
DVDスペシャル完全版と称し、必要とあらばその場での必然性に欠けていてもヒロインのバストやヒップを隠さず露出するという、TV放送時には無かった露骨なお色気シーンが追加されている。ただし、追加エピソードなどは無い。
1. 1話（発売：2004年11月26日）
2. 2,3話（発売：2004年12月22日）
3. 4,5話（発売：2005年1月28日）
4. 6,7話（発売：2005年2月25日）
5. 8,9話（発売：2005年3月25日）
6. 10,11話（発売：2005年4月28日）
7. 12,13話（発売：2005年5月27日）

## 18禁OVA版
『〜季花詞集（Anthology）〜』、『〜Sketchbook〜』の2作が発売された。

### 〜季花詞集（Anthology）〜
『下級生2〜季花詞集（Anthology）〜』のタイトルで、ピンクパイナップルから発売。全2巻。
なお、ゲーム版やTVアニメ版とは違い、登場するヒロインは柴門たまき、高遠七瀬、白井夕璃、沢村香月の4人のみ。また、声優名は非公開だが、高遠七瀬の声優はゲーム版とは別人になっている。後作『下級生2〜Sketchbook〜』版との連続性はなく、別ストーリーとなっている。柴門たまきは彼氏と別れ浪馬とつきあい始めたという設定になった。オープニング・エンディングにはゲーム版における各ヒロインの姿が描写されている（どちらも『下級生2〜瞳の中の少女たち〜 ソング・コレクション』若しくは『下級生2〜季花詞集(Anthology)〜 テーマソング＆ドラマCD』にて入手可能である）。
スタッフ
- 監督 - 谷田部勝義（第1巻）、大河原晴男（第2巻）
- 脚本 - MOGLES
- 絵コンテ - 谷田部勝義（第1巻）、大河原晴男（第2巻）
- キャラクター原案 - 門井亜矢
- キャラクターデザイン・作画監督 - 大河原晴男
- 美術監督 - 田代一志
- 撮影監督 - 沖一
- 音響監督 - 谷田部勝義（第1巻）、かばやつよし（第2巻）
- 音響プロデューサー - 金子政路
- 音響制作 - シュガーボーイ
- エグゼクティブプロデューサー - かのうひで
- アニメーションプロデューサー - 如月陸月
- プロデューサー - 石神公太郎
- アニメーション制作 - 犬小屋
- 製作 - ピンクパイナップル

主題歌
オープニング「RAINBOW」
作詞 - 菜郡万里亜 / 作曲・編曲 - とおる / 歌 - カチューシャ2nd（河原木志穂、猪口有佳、池田ひかる）
エンディング「青春の渦中者たち」
作詞 - 菜郡万里亜 / 作曲 - とおる / 編曲 - 辺見さとし / 歌 - カチューシャ2nd（河原木志穂、猪口有佳、池田ひかる）
各巻タイトル
1. 第一節「トードリリー〜秘密〜」（発売：2006年3月24日）
2. 第二節「ブバルディア〜情熱〜」（発売：2006年6月23日）

### 〜Sketchbook〜
『下級生2〜Sketchbook〜』のタイトルで、ピンクパイナップルから発売。登場するヒロインは柴門たまき、高遠七瀬、若井みさき、井伏オキエの4人。新シリーズと称されているが、前作『〜季花詞集（Anthology）〜』版との連続性はなく、別ストーリーとなっている。柴門たまきは男性経験の無い浪馬に恋する少女に設定が変更された。
スタッフ
- 監督・絵コンテ・キャラクターデザイン・作画監督 - 大河原晴男
- 脚本 - MOGLES
- 演出 - 柳伸亮
- プロデューサー - 石神公太郎
- アニメーション制作 - 犬小屋
- 製作 - ピンクパイナップル

各巻タイトル
1. Page.1「Dress」（発売：2007年5月25日）
2. Page.2「Face」（発売：2007年6月22日）

## 関連商品

### CD
下級生2 サウンドトラック（2004年9月30日発売）
ゲームのBGMを収録したサウンドトラック。
下級生2 ドラマCD第1巻（2004年10月29日発売）
柴門たまき、若井みさき、平沢博子によるドラマCD。
下級生2 ドラマCD第2巻（2004年11月26日発売）
高遠七瀬、横溝ふみ、井伏オキエによるドラマCD。
下級生2 ドラマCD第3巻（2004年12月24日発売）
白井夕璃、沢村香月、堀出実果によるドラマCD。
下級生2〜瞳の中の少女たち〜 ソング・コレクション（2004年11月26日発売）
DISK1にテーマ曲の「18」と「恋の歌」の完全版や、TVアニメ版の各エピソードのキャラクター紹介でBGMに使われていた各キャラクターのイメージソングを収録している他、DISK2にはTVアニメ版のBGMを収録している2枚組CDアルバム。なお、ゲーム版では「18」と「恋の歌」がOP曲に、各キャラクターのイメージソングがED曲として共通に使われた。
下級生2〜季花詞集(Anthology)〜 テーマソング＆ドラマCD（2006年2月24日発売）
18禁OVA版テーマ曲の「RAINBOW」や「青春の渦中者たち」と、カチューシャ2ndが歌う新アレンジの「18」や「恋の歌」に、柴門たまき、高遠七瀬、白井夕璃、沢村香月によるドラマも収録している。

### 書籍

#### ムック
- エンターブレイン
  - 下級生2ビジュアルファンブック（2004年12月27日発売）

#### 小説版
- ソフガレノベルズ ※18禁作品
  1. たまき編（著者：雷太 / 2004年11月15日発売）
  2. 七瀬編（著者：雷太 / 2005年3月15日発売）
  3. 夕璃編（著者：雷太 / 2005年6月15日発売）
  4. オムニバス1（著者：雷太、相島巻 / 2005年9月15日発売）
  5. オムニバス2（著者：雷太、相島巻 / 2005年12月22日発売）
- コアマガジン ※18禁作品
  - 下級生2 七瀬 SECRET TRACK（著者：森野一角 / 2006年5月25日発売）
- 角川スニーカー文庫 ※一般作品
  - 下級生2 誰よりも一番輝いているあなたへ（著者：相島巻 / 2004年11月29日発売）

#### 漫画版
- 虎向ひゅうら 『下級生2 〜brilliant days〜』 角川書店『コンプティーク』連載、〈角川コミックス・エース〉、全1巻 ※一般作品
  - 2005年5月6日発売[9]、ISBN 4-04-713721-9

## ラジオ
「下級生はらいむいろ」、パーソナリティは河原木志穂、中島沙樹、門脇舞、水野愛日。2004年に文化放送で毎週土曜日22：40～22：50頃（A&G 超RADIO SHOW〜アニスパ!〜内）、BSQR489で毎週木曜日22：00～22：30（前半15分間）に放送されていた。

### ラジオDVD
- 下級生はらいむいろ〜ラジオじゃないラジオ〜 らいむいろ流奇譚X PART 全3巻（2005年3月25日、2005年4月28日、2005年5月27日）
  - 出演者：門脇舞、水野愛日
- 下級生はらいむいろ〜ラジオじゃないラジオ〜 下級生2PART 全3巻（2005年3月25日、2005年4月28日、2005年5月27日）
  - 出演者：河原木志穂、中島沙樹、美弥乃静（第3巻）